# Joseph Schwarz
Pour les articles homonymes, voir Schwarz.

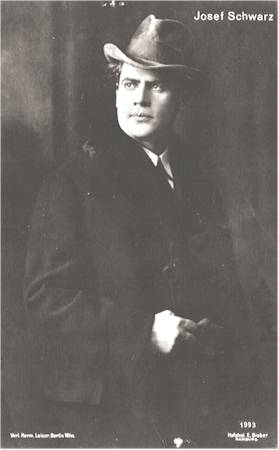
Schwarz (v. 1900)

Joseph Schwarz (aussi Josef Scharz), né le 10 octobre 1880 à Riga, en Lettonie et mort le 10 novembre 1926, est un baryton russe réputé pour être un des plus grands artistes lyriques du premier quart du XXe siècle et complètement oublié de nos jours. 

## Biographie
Josef Schwarz,,,,,,,, naît le 10 octobre 1880 à Riga, en Lettonie, alors compris dans l'Empire russe. Sa famille juive et de culture germanique, qui compte dix enfants, est très modeste. 
Le jeune Joseph devait être tailleur mais un mécène repère ses talents vocaux et finance ses études musicales, d'abord à Berlin avec Alexander Heinemann, puis à Vienne, en Autriche,  où il étudie au conservatoire avec Adolf Robinson. 
Il fait ses débuts sur scène à Linz dans le rôle d'Amonasro dans Aida, en 1900. Après plusieurs années passées à tourner dans les théâtres des provinces de l'Empire austro-hongrois, il se fixe à Vienne, et à la Staatsoper dont il membre de 1909 à 1915. Sa popularité est croissante, servie notamment par son duo avec Enrico Caruso.
Sa voix de baryton assez claire, aux aigus particulièrement faciles, lui ouvre la voie d'un répertoire large, des rôles wagnériens aux grands rôles verdiens. Rigoletto et Jago (Otello) sont ses rôles signatures. Particulièrement apprécié à Berlin, il quitte la capitale autrichienne pour s'y fixer à partir de 1915.

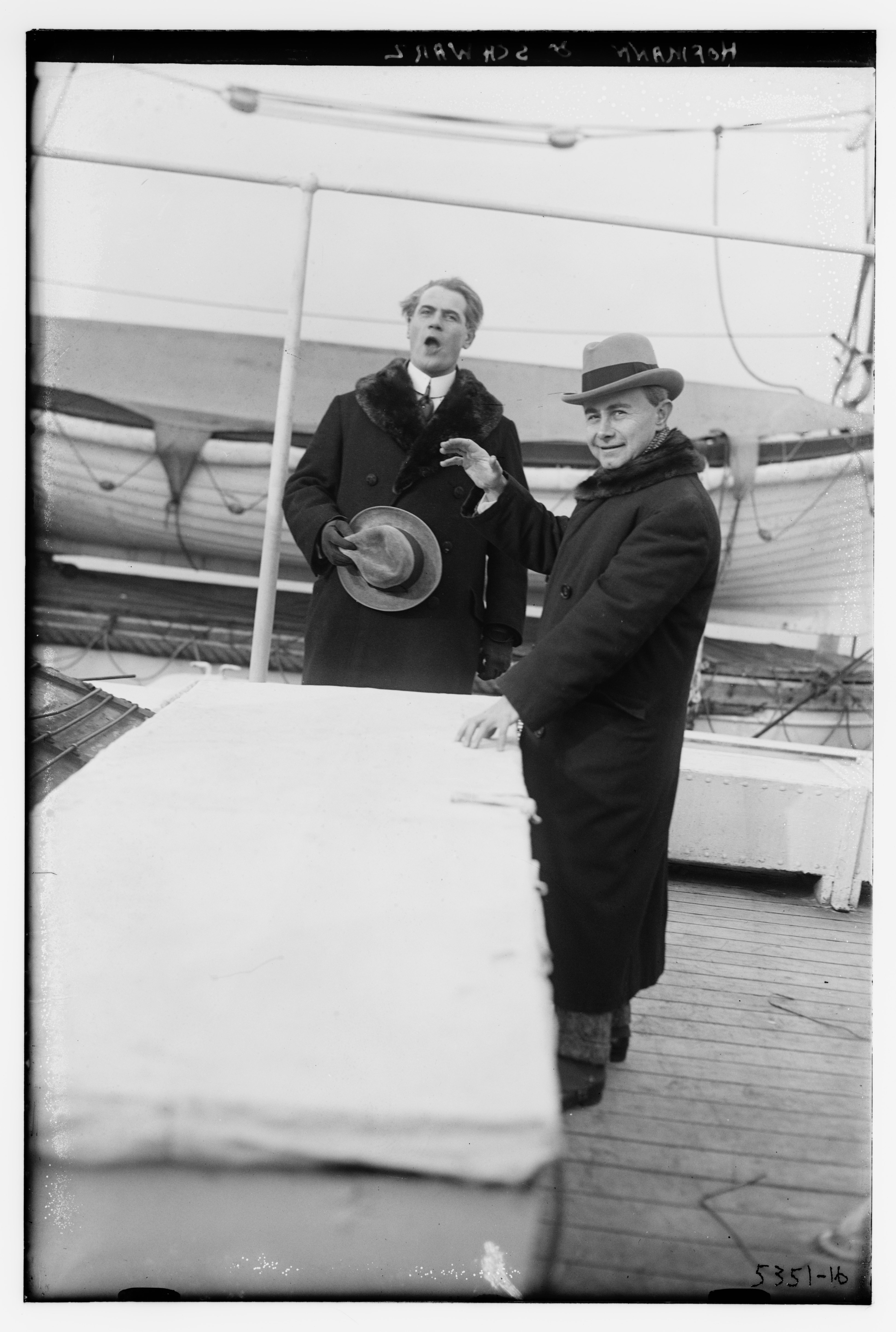
Schwarz chantant et Hofmann (1920)

De 1921 à 1925, il chante au Royal Opera House à Londres et tourne à travers les États-Unis, de Chicago à New York (Carnegie Hall) même s'il semble qu'il n'ait jamais chanté sur la scène du Metropolitan Opera. 
Sa santé se dégrade rapidement, notamment du fait d'une addiction à l'alcool. Il meurt à Berlin le 10 novembre 1926. Il est enterré au cimetière juif de Berlin-Weißensee.

## Enregistrements
Joseph Schwarz a enregistré 76 disques entre 1907 et 1925 pour Zonophone, Edison Studios, Pathé-Marconi, Parlophone (label) et Gramophone Company. Le label Preiser a publié plusieurs volumes d'airs.